# Cerro Mutún
El Cerro Mutún es un cerro boliviano que contiene el yacimiento más grande de hierro del mundo al igual que en menor cantidad manganeso. En las faldas del cerro también se encuentran petroglifos con formas como círculos, huellas humanas y dibujos complejos y que según arqueólogos pueden datar de hasta cuatro mil años de antigüedad.

## Ubicación
Se encuentra localizado en el municipio de Puerto Suárez de la provincia Germán Busch en el departamento de Santa Cruz, en el extremo este de Bolivia. Se encuentra junto al macizo de Urucum de Brasil y está constituido en colinas cuya altura varía entre los 200 y 755 metros.

## Yacimiento
El yacimiento tiene una superficie aproximada de 75 kilómetros cuadrados de área mineralizada. La reserva estimada está entre los 40.205 y 42.000 millones de toneladas de hierro en forma de hematita principalmente, magnetita y, en menor cantidad, siderita y mineral de manganeso. Desde 2025 opera la Siderúrgica del Mutún para el procesamiento del acero.

## Composición del yacimiento

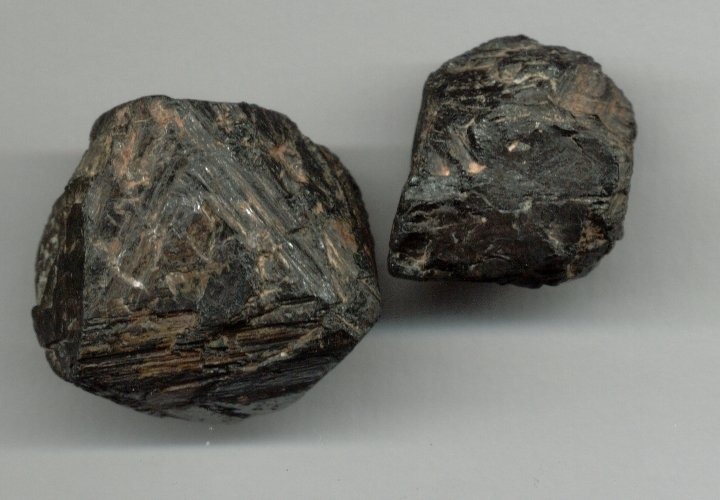
Cristales de magnetita de 2 × 3 cm.

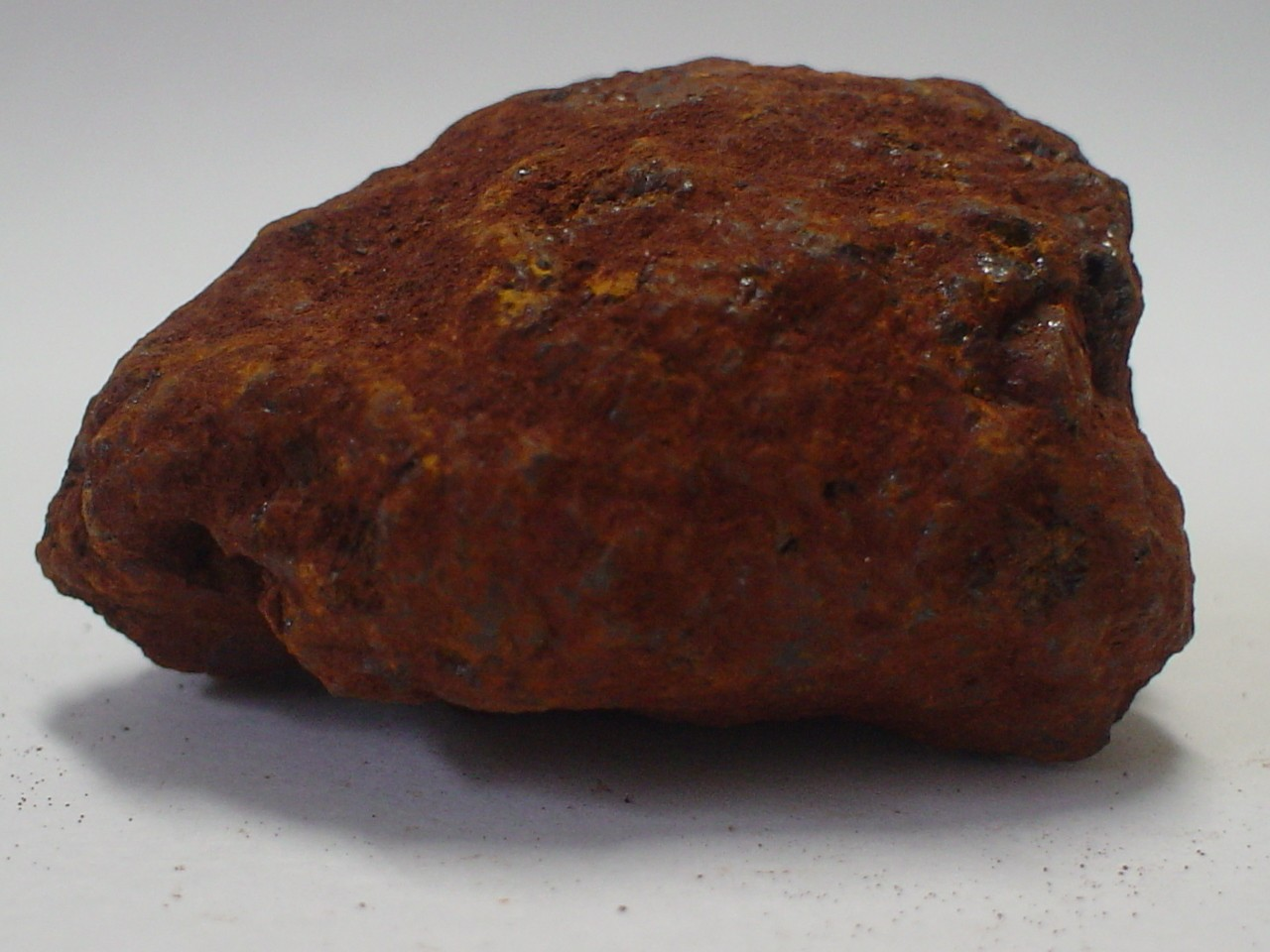
Hematita roja.

- Eluvial : Se encuentra en la cima y es el más puro ya que tiene un bajo porcentaje de azufre y fósforo.
- Coluvial: Se encuentra en las faldas de la serranía y contiene un alto porcentaje de azufre y un mediano porcentaje de fósforo.
- Meteorizado: Se encuentra debajo del coluvial y eluvial y contiene un bajo porcentaje de azufre y un mediano porcentaje de fósforo.
- Núcleo: Se encuentra a 12 o 15 metros de la superficie y contiene un bajo porcentaje de azufre y fósforo.